# Diana Gordon
Diana Eve Paris Gordon (nacida el 25 de agosto de 1988, en South Jamaica, Queens, Nueva York) es una cantante y compositora estadounidense de pop/dance. Comenzó a componer para otros artistas, luego de firmar con Atlantic Records donde ella empezó a trabajar en su álbum debut, sin dejar de escribir canciones para otros artistas y contribuir como vocalista en canciones de diversos géneros.
En 2016, la cantante firma con el sello discográfico 4AD bajo su nombre de nacimiento.

## Biografía
Nació y se crio en South Jamaica, un humilde vecindario de Queens, en Nueva York. Es egresada en la Escuela Superior Música y Arte "Fiorello H. LaGuardia" y realizó una pasantía en una empresa discográfica. Gordon compone su primera canción, "Daddy's Song" a los 15 años de edad. que ella tiene otras colaboraciones para su álbum que llevará el mismo nombre que la canción.Un año más tarde, Wynter Gordon escribió la canción "The Breakthrough", de Mary J. Blige, que tanto lo amaba 
Mientras manejaba varias ofertas de empleo, conoció al que sería su mánager, Keith White, a través de Don Pooh Music Group, en Atlantic Records. Wynter trabaja desde el año 2004 con el productor D'Mile, donde ambos llegaron a componer su primera canción, "Gonna Breakthrough", para Mary J. Blige en 2005, incluido en el álbum The Breakthrough. Además, en 2008, Wynter escribió dos canciones ("2 of You" y "Do Me Good") para el segundo álbum de la banda Danity Kane, Welcome to the Dollhouse.
Wynter coescribió el sencillo "Sugar", una colaboración para el rapero Flo Rida incluido en su álbum R.O.O.T.S. en 2009. Esta canción le otorgó un alto grado de popularidad estableciéndose como una voz de referencia. La canción se convirtió en un éxito internacional y alcanzó el puesto número cinco en el Billboard Hot 100 de los Estados Unidos. Wynter también coescribió y cantó en la canción "Toyfriend" incluida en el álbum One Love del DJ francés David Guetta en 2009.
Colaboró en la composición de cuatro canciones para la artista de pop Jennifer López, "What Is Love", "What Is Love Part II", "Starting Over" y "Everybody's Girl" incluidas en su séptimo álbum de estudio Love? en 2011, donde había expresado su descontento a cerca de una versión sin masterizar de "What Is Love" filtrada en Internet, pero Gordon reconoció que no era error de López con la que no tuvo ningún tipo de conflictos. Wynter también está trabajando en la composición para artistas como Adrienne Bailon, Estelle y estrella de Gossip Girl Leighton Meester.
Su álbum debut, With the Music I Die, fue lanzado el 17 de junio de 2011 en Australia. El primer sencillo del álbum, "Dirty Talk" fue producido por Jupiter Ace y encabezó las listas de canciones en los Estados Unidos, más precisamente en el Hot Dance Club Songs y en Australia, donde fue certificado con triple disco de platino. El segundo sencillo, "Til Death" llegó a posicionarse en el #16 en las listas de sencillos de Australia y fue número 3 en las listas de dance de Estados Unidos. La canción "Buy My Love" producida por Axwell y coescrita por Nicole Morier, fue lanzado como tercer sencillo.
Se destacan sus colaboraciones como vocalista para artistas de la escena electrónica. En el 2010, contribuyó con las voces en la versión del clásico “I Feel Love”, producida por Rhythm Masters & MYNC y en el sencillo “Believer” junto a los Freemasons. En 2011 fue convocada por Steve Aoki para colaborar en su álbum Wonderland, en el sencillo “Ladi Dadi”.
Wynter ha anunciado a través de su Twitter que ya ha grabado algunas canciones para futuro álbum de estudio. Mientras tanto, lanzará una serie de cuatro EP denominado Human Condition, estructurados de forma orgánica y fundamentados en la densidad o aspectos de las emociones humanas y de cierta manera tomando distancia de sus anteriores incursiones musicales. Su primera entrega lleva por nombre Doleo ("Tristeza" en Latín) que se puede descargar gratuitamente de su sitio web. En él, imprime una sonoridad nostálgica del euro pop de los 80 y la confronta con el fulgor del R&B de la década de los noventa. "Stimela" fue su sencillo promocional, inspirada en la canción del mismo nombre del músico de jazz Hugh Masekela. Su segundo EP se titula Human Condition: Furor y será lanzado a fines de agosto de 2012.

## Discografía

### Álbumes de estudio
| Título               | Datos del álbum                                                                             | Mejor posición en listas | Mejor posición en listas |
| Título               | Datos del álbum                                                                             | US Dance                 | AUS                      |
| -------------------- | ------------------------------------------------------------------------------------------- | ------------------------ | ------------------------ |
| With the Music I Die | - Lanzamiento: 17 de junio de 2011 - Discográfica: Big Beat - Formato: CD, descarga digital | 4                        | 25                       |

### EP
- The First Dance (9 de noviembre de 2010, Big Beat)[11]
- With the Music I Die EP (28 de junio de 2011, Big Beat)[12]
- Human Condition: Doleo (9 de julio de 2012, The Flying Unicorn)[6]
- Human Condition: Sanguine (15 de enero de 2013, The Flying Unicorn)

### Sencillos
| Año  | Sencillo                       | Mejor posición en listas | Mejor posición en listas | Mejor posición en listas | Mejor posición en listas | Mejor posición en listas | Mejor posición en listas | Mejor posición en listas | Mejor posición en listas | Certificaciones   | Álbum                     |
| Año  | Sencillo                       | US Dance                 | AUS                      | BEL (FL)                 | BEL (WA)                 | DIN                      | FRA                      | IRL                      | UK                       | Certificaciones   | Álbum                     |
| ---- | ------------------------------ | ------------------------ | ------------------------ | ------------------------ | ------------------------ | ------------------------ | ------------------------ | ------------------------ | ------------------------ | ----------------- | ------------------------- |
| 2010 | «Dirty Talk»                   | 1                        | 1                        | 3                        | 13                       | 33                       | 50                       | 8                        | 25                       | - AUS: 3× Platino | With the Music I Die      |
| 2011 | «Til Death»                    | 3                        | 16                       | —                        | —                        | —                        | —                        | —                        | —                        | - AUS: Oro        | With the Music I Die      |
| 2011 | «Putting It Out There (Pride)» | —                        | —                        | —                        | —                        | —                        | —                        | —                        | —                        |                   |                           |
| 2011 | «Buy My Love»                  | 2                        | 77                       | —                        | —                        | —                        | —                        | —                        | —                        |                   | With the Music I Die      |
| 2012 | «Still Getting Younger»        | 24                       | —                        | —                        | —                        | —                        | —                        | —                        | —                        |                   | With the Music I Die      |
| 2012 | «Stimela»                      | —                        | —                        | —                        | —                        | —                        | —                        | —                        | —                        |                   | Human Condition: Doleo    |
| 2012 | «TKO»                          | —                        | —                        | —                        | —                        | —                        | —                        | —                        | —                        |                   | Human Condition: Sanguine |

### Colaboraciones con otros artistas
| Año  | Sencillo                                                      | Mejor posición en listas | Mejor posición en listas | Mejor posición en listas | Mejor posición en listas | Mejor posición en listas | Certificaciones               | Álbum               |
| Año  | Sencillo                                                      | US                       | AUS                      | FRA                      | IRL                      | UK                       | Certificaciones               | Álbum               |
| ---- | ------------------------------------------------------------- | ------------------------ | ------------------------ | ------------------------ | ------------------------ | ------------------------ | ----------------------------- | ------------------- |
| 2009 | «Sugar» (Flo Rida con Wynter Gordon)                          | 5                        | 20                       | 9                        | 14                       | 19                       | - CAN: Oro - EE. UU.: Platino | R.O.O.T.S.          |
| 2010 | «I Feel Love» (Rhythm Masters & MYNC featuring Wynter Gordon) | —                        | —                        | —                        | —                        | —                        |                               | Sencillos sin álbum |
| 2010 | «Believer» (Freemasons con Wynter Gordon)                     | —                        | —                        | —                        | —                        | 113                      |                               | Sencillos sin álbum |
| 2011 | «Take Off» (Mr. Vegas featuring Wynter Gordon)                | —                        | —                        | —                        | —                        | —                        |                               | Sencillos sin álbum |
| 2011 | «Take Me Away» (Marvin Priest con Wynter Gordon)              | —                        | 32                       | —                        | —                        | —                        | - AUS: Oro                    | Sencillos sin álbum |
| 2012 | «Ladi Dadi» (Steve Aoki con Wynter Gordon)                    | —                        | —                        | —                        | —                        | —                        |                               | Wonderland          |
| 2012 | «Speak Up» (Laidback Luke con Wynter Gordon)                  | —                        | —                        | —                        | —                        | —                        |                               |                     |
| 2012 | «Follow You» (Deniz Koyu con Wynter Gordon)                   | —                        | —                        | —                        | —                        | —                        |                               |                     |
| 2012 | «Mr. Mister» (Sato Goldschlag con Wynter Gordon)              | —                        | —                        | —                        | —                        | —                        |                               |                     |

### Otras apariciones
| Año  | Canción                     | Artista(s)          | Álbum                                 |
| ---- | --------------------------- | ------------------- | ------------------------------------- |
| 2008 | "Mirrors (Be Myself Again)" | Wynter Gordon       | God Conscious                         |
| 2008 | "Unify"                     | Wynter Gordon       | Meet the Browns Soundtrack            |
| 2009 | "Toyfriend"                 | David Guetta        | One Love                              |
| 2010 | "The Graduation Song"       | Kinetics & One Love |                                       |
| 2010 | "Sign Language"             | Kinetics & One Love |                                       |
| 2010 | "Airborne"                  | Diggy Simmons       | Airborne                              |
| 2010 | "Next Level"                | Rohff               | La Cuenta                             |
| 2012 | "For the Fame"              | Tyga                | Careless World: Rise of the Last King |
| 2012 | "In The Morning"            | Robbie Rivera       | Dance or Die                          |

## Premios y nominaciones
| Año  | Tipo                             | Categoría                                          | Resultado |
| ---- | -------------------------------- | -------------------------------------------------- | --------- |
| 2011 | International Dance Music Awards | Mejor artista revelación (Solista) (Wynter Gordon) | Nominada  |
| 2011 | International Dance Music Awards | Mejor Canción Pop Dance ("Dirty Talk")             | Nominada  |
| 2011 | NewNowNext Awards                | Brink of Fame: Music Artist (Wynter Gordon)        | Nominada  |